# Domaine skiable du Dévoluy
Le domaine skiable du Dévoluy est né de la fusion des domaines des stations de SuperDévoluy et de La Joue du Loup, toutes deux situées dans le massif du Dévoluy, sur la commune nouvelle de Dévoluy, dans le département des Hautes-Alpes de la région Provence-Alpes-Côte d’Azur, mais l'aventure du ski dans la région du Dévoluy date de bien avant.

## Historique

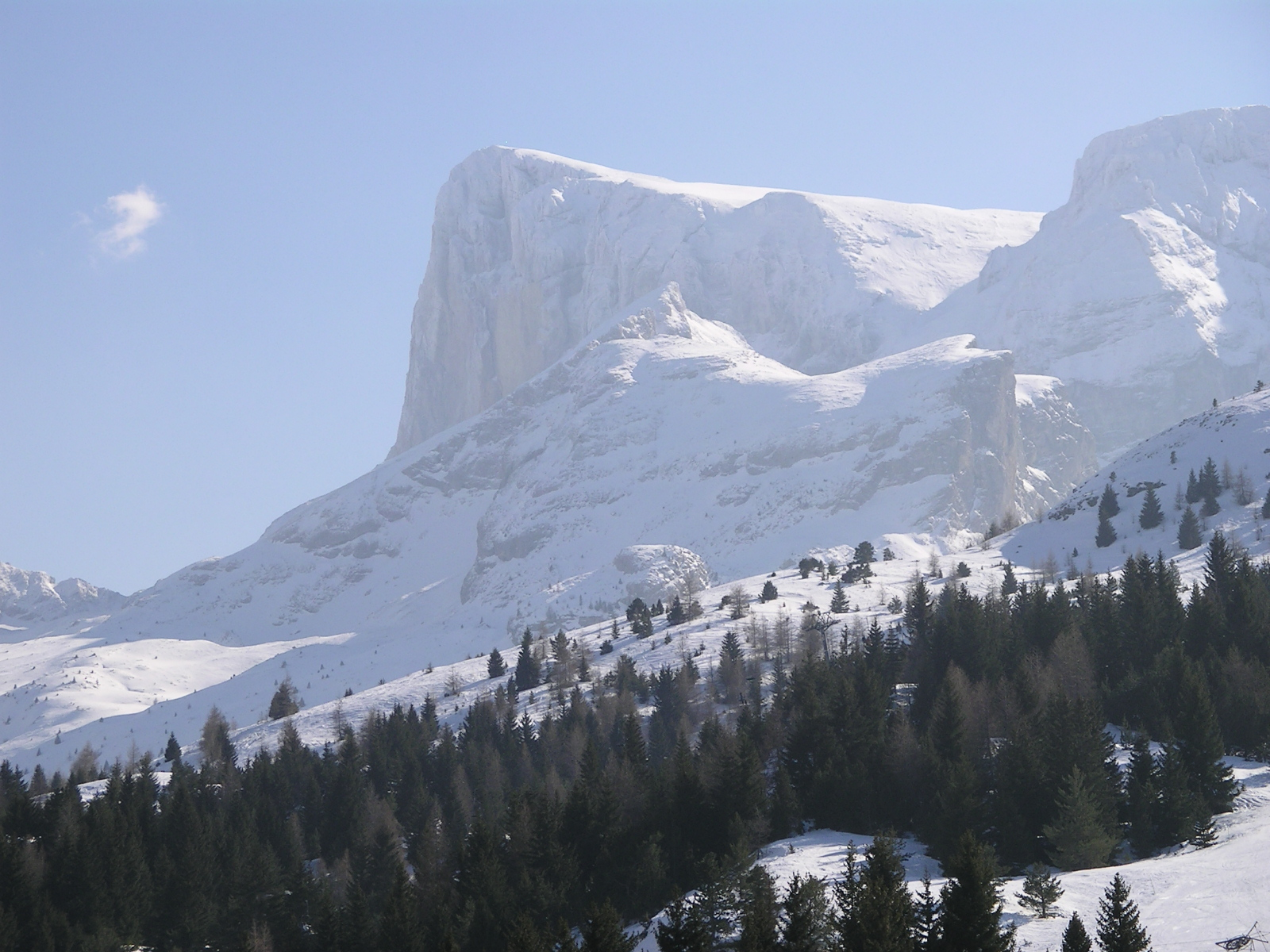
Le Pic de Bure, emblème du massif du Dévoluy

### Débuts
Dès 1937, l'«Étoile sportive», le premier club de ski du Dévoluy est créé.
En 1952, un fil de neige de 300 m mobile est construit à l'Enclus, et déplacé suivant les conditions d'enneigements,.
À la suite du Plan neige, des études sont lancées dès 1964.

### Création de SuperDévoluy et période des GTM
Le 17 décembre 1966, SuperDévoluy ouvre,.
La société Poma avait alors déjà construit les téléskis débrayables du Cros 66, du Clos des Martins, du Jas, et du Pélourenq, qui était alors le plus long téléski d'Europe,,,.
Puis, en 1967, avec la première tranche du bâtiment du Bois d'Aurouze, sont construits les téléskis du Chourum 67, du Sommarel et le télésiège fixe des Chaumettes, premier télésiège fixe à 2 places,,.
En 1972 ouvre le télésiège fixe des Meules.
Suivent ensuite les téléskis de la Festoure en 1976 et de Vallon la Fille en 1978.

### Création de La Joue du Loup
Le 17 décembre 1976, La Joue du Loup ouvre, avec les téléskis de Les Chaumattes, de la Lauzière et de la Tête des Casses.
La première résidence ouvre en 1979.

### Fusion
Si les des premiers accords datent de 1981, les rapprochements deviennent inévitables avec le rachat en 1984 par Superdévoluy SARL de Promodev.
Dès 1986, les plans intègrent les deux stations.

### Période Transmontagne
Fin 1999, Transmontagne rachète à GTM, via Montagne Participation, la société concessionnaire de SuperDévoluy .
Sont annoncés les télésièges de la Festoure, puis du Pélourenq (en remplacement du télésiège des Chaumettes), avec une extension de l'enneigement artificiel.
En 2003, les téléskis Cros 66 et 68 sont remplacés par un seul téléski plus moderne.

### Période Maulin
En 2007, à la suite de la faillite de Transmontagne, la Financière Maulin obtient la gestion du domaine skiable du Dévoluy.
Fin octobre 2012, le groupe Maulin Montagne Participations annonce un investissement de 36 millions d'euros jusqu'en 2029,
Ceci inclut un nouveau téléski à enrouleur pour desservir le snowpark (le Pré du Renard) sur la partie basse du télésiège débrayable de la Festoure avec une liaison vers le téléski de Serres-Lacroix dès la saison 2012-2013.
Depuis la saison 2013-2014, le télésiège débrayable du Sommarel permet de relier le pic du Sommarel, remplaçant les anciens téléskis du Mur et du Sommarel.
Pour la saison 2014-2015, le front de neige et la zone débutante ont été remodelés.
Pour la saison 2016-2017, le télésiège fixe du Roc d'Aurouze est remplacé sur sa partie basse par un téléski à enrouleur jusqu'à l'arrivée de la jonction avec SuperDévoluy, puis par un téléski classique jusqu'au téléski de Lauzière.
Le téléski des Plattes d'Agnières est remplacé par un télésiège fixe remis à niveau (anciennement la Chal aux Sybelles) permettant de doubler le débit,,,.
Pour la saison 2020-2021, le télésiège débrayable du Jas (4 places datant de 1989) devait être remplacé par une remontée mécanique plus capacitaire.

### PériodeSociété d'économie mixte locale
Cependant, en juillet 2018, le Groupe Maulin annonce vouloir recentrer ses activités et souhaite se séparer entre autres du Dévoluy, la gestion est alors reprise par une Société d'économie mixte possédée à 60% par la commune et le reste par Caisse des dépôts et consignations et des banques,.
À la suite de cette reprise, la plupart des investissements prévus sont remis en cause, mais le télésiège du Jas reste une priorité.
Pour l'hiver 2019, les fils de neige de SuperDévoluy et de la Joue du Loup sont remplacés par des tapis modernes, les zones débutant sont remodelées, 20 enneigeurs sont ajoutés et 14 remplacés par des modèles plus efficaces.
Pour la saison 2020, le téléski du Chourum est électrifié, avec la dépollution des sols et le remplacement de 3 enneigeurs de plus ,.
Été 2021, le Dévoluy inaugure le premier tapis roulant solaire dont l’excédent énergétique permet d'alimenter le local technique d'un télésiège à proximité et de soutenir les pompes permettant d'alimenter les retenues collinaires utilisées par l'enneigement artificiel.
En 2021, pour anticiper à la fois le réchauffement climatique, les changements de consommation et les activités d'été, une nouvelle étude est lancée,:
- Transformation des deux retenues collinaires réservées à l'enneigement artificiel en un vrai lac d'altitude aménagé et librement accessible via un sentier (objectif 2023/2024).
- Construction d'un téléporté entre les deux stations avec une gare intermédiaire à 1 850 m d'altitude, permettant plus de débit au départ de chaque station et d'une synergie des équipements entre les stations (centre balnéo Odycéa[19], bowling, cinémas, boîtes de nuit,...), actuellement seulement reliés par une navette bus (objectif 2024/2025).
- Un nouveau front de neige à 1 850 m d'altitude permettant même hors saison aux débutants de pratiquer le ski alpin, le ski nordique ou la raquette à neige.
- Un court télésiège permettant de rejoindre le haut du télésiège du Jas.
- La gare intermédiaire servirait de mise en valeur du Dévoluy: Interféromètre du plateau de Bure, élevage ovin, exploration des chourums, via ferrata,...

Avec le changement brusque de majorité en 2023, certains projets sont annulés, modifiés ou reportés.
Une luge 4 saisons est prévue dès l'hiver 2024.
Des études sont lancées pour replacer le télésiège du Jas par une liaison entre SuperDévoluy et La Joue du Loup.

## Événements
Le 9 juin 2018, Cyprien Sarrazin participe à un slalom géant de printemps dans la combe du Sommarel.

## Accessibilité

### Voies routières
Trois routes départementales :
- La D 217 au nord par le défilé de La Souloise vers le département de l'Isère.
- La D 937 au sud par le col du Festre, axe principal pour se rendre à Veynes et Gap.
- La D 17 à l'ouest par le col du Noyer ouverte seulement l'été.

### Transports en commun
La gare ferroviaire la plus proche est la gare de Veynes - Dévoluy, accessible avec une correspondance TER depuis les gares TGV de Valence-Ville, Valence TGV, Grenoble et Marseille-Saint-Charles, mais aussi directement en train de nuit depuis Paris-Austerlitz.
Des liaisons en bus sont prévues lors des fermetures de ces lignes pour travaux.
La ligne S10 de bus « Zou 05 » / « Dévoluy-Voyages » (réservation conseillée) relie cette gare avec les principaux lieux de la commune,, allant de 30 minutes pour La Cluse à un peu moins d'une heure pour SuperDévoluy.
Les navettes inter-stations permettent une desserte locale,.
Des transports à la demande (taxis) sont possibles depuis la gare de Grenoble.

### Avion

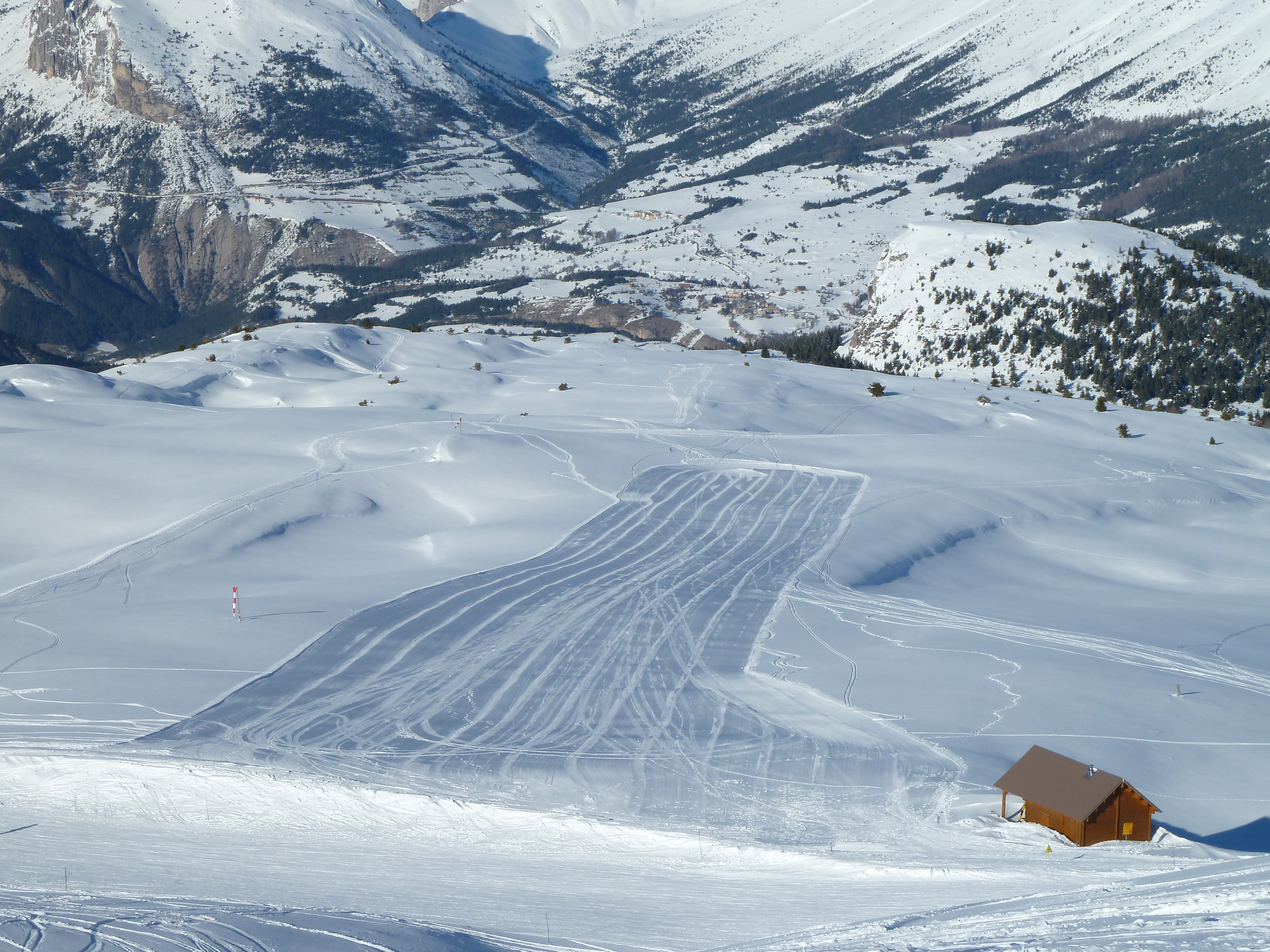
Altisurface de SuperDévoluy

L'altisurface de SuperDévoluy permet un accès aux pilotes qualifiés montagne.